# Vuelta a España 1990
Die 45. Vuelta a España wurde in 23 Abschnitten und 3711 Kilometern vom 24. April bis zum 15. Mai 1990 ausgetragen. Der Gewinner war der Italiener Marco Giovannetti, die Punktwertung gewann Uwe Raab, die Bergwertung gewann Martín Farfán. Miguel Ángel Iglesias siegte in der Meta Volantes-Wertung, Asjat Saitow in der Sprint Especiales-Wertung, Federico Echave in der Kombinationswertung, Uwe Ampler in der Nachwuchswertung und ONCE in der Mannschaftswertung.

## Etappen
| Etappe | von                     | nach                  | km         | Gewinner               | Maillot amarillo     |
| ------ | ----------------------- | --------------------- | ---------- | ---------------------- | -------------------- |
| Prolog | Benicàssim              | Benicàssim            | 11,5 (EZF) | Pello Ruiz Cabestany   | Pello Ruiz Cabestany |
| 1A     | Oropesa del Mar         | Castellón de la Plana | 108        | Emilio Cuadrado        | Wiktor Klimow        |
| 1B     | Benicàssim              | Burriana              | 36,3 (MZF) | Festina Lotus          | Wiktor Klimow        |
| 2      | Dénia                   | Murcia                | 204,3      | Silvio Martinello      | Wiktor Klimow        |
| 3      | Murcia                  | Almería               | 233,2      | Erwin Nijboer          | Wiktor Klimow        |
| 4      | Almería                 | Sierra Nevada         | 198        | Patrice Esnault        | Wiktor Klimow        |
| 5      | Loja                    | Ubrique               | 195,2      | Jesper Worre           | Julián Gorospe       |
| 6      | Jerez de la Frontera    | Sevilla               | 187,3      | Benny Van Brabant      | Julián Gorospe       |
| 7      | Sevilla                 | Mérida                | 199,6      | Atle Pedersen          | Julián Gorospe       |
| 8      | Cáceres                 | Guijuelo              | 192,7      | Néstor Mora            | Julián Gorospe       |
| 9      | Peñaranda de Bracamonte | León                  | 230        | Uwe Raab               | Julián Gorospe       |
| 10     | León                    | San Isidro            | 203        | Carlos Hernández Bailo | Marco Giovannetti    |
| 11     | San Isidro              | Monte Naranco         | 156        | Alberto Camargo        | Marco Giovannetti    |
| 12     | Oviedo                  | Santander             | 193,3      | Nico Emonds            | Marco Giovannetti    |
| 13     | Santander               | Nájera                | 207        | Bernd Gröne            | Marco Giovannetti    |
| 14     | Ezcaray                 | Valdezcaray           | 24 (EZF)   | Jean-François Bernard  | Marco Giovannetti    |
| 15     | Logroño                 | Pamplona              | 165        | Uwe Raab               | Marco Giovannetti    |
| 16     | Pamplona                | Jaca                  | 151        | Federico Echave        | Marco Giovannetti    |
| 17     | Jaca                    | Aramón Cerler         | 178        | Martín Farfán          | Marco Giovannetti    |
| 18     | Benasque                | Saragossa             | 223        | Asjat Saitow           | Marco Giovannetti    |
| 19     | Saragossa               | Saragossa             | 39 (EZF)   | Pello Ruiz Cabestany   | Marco Giovannetti    |
| 20     | Collado Villalba        | Palazuelos de Eresma  | 188        | Denis Roux             | Marco Giovannetti    |
| 21     | Palazuelos de Eresma    | Madrid                | 176        | Uwe Raab               | Marco Giovannetti    |

## Endstände
| Sieger                     | Marco Giovannetti     | 94:36:40 h  |
| Zweiter                    | Pedro Delgado         | + 1:28 min  |
| Dritter                    | Anselmo Fuerte        | + 1:48 min  |
| Vierter                    | Pello Ruiz Cabestany  | + 2:16 min  |
| Fünfter                    | Fabio Parra           | + 3:07 min  |
| Sechster                   | Federico Echave       | + 3:52 min  |
| Siebter                    | Miguel Indurain       | + 6:22 min  |
| Achter                     | Iwan Iwanow           | + 6:48 min  |
| Neunter                    | Uwe Ampler            | + 7:15 min  |
| Zehnter                    | Denis Roux            | + 7:56 min  |
| Punktewertung              | Uwe Raab              | 173 P.      |
| Zweiter                    | Laurent Jalabert      | 96 P.       |
| Dritter                    | Malcolm Elliott       | 91 P.       |
| Bergwertung                | Martín Farfán         | 123 P.      |
| Zweiter                    | Álvaro Mejía          | 85 P.       |
| Dritter                    | Pablo Wilches         | 63 P.       |
| Meta Volantes-Wertung      | Miguel Ángel Iglesias | 28 P.       |
| Sprints Especiales-Wertung | Asjat Saitow          |             |
| Nachwuchswertung           | Uwe Ampler            | 94:43:55    |
| Kombinationswertung        | Federico Echave       |             |
| Teamwertung                | ONCE                  | 283:48:32 h |